# Beltenger

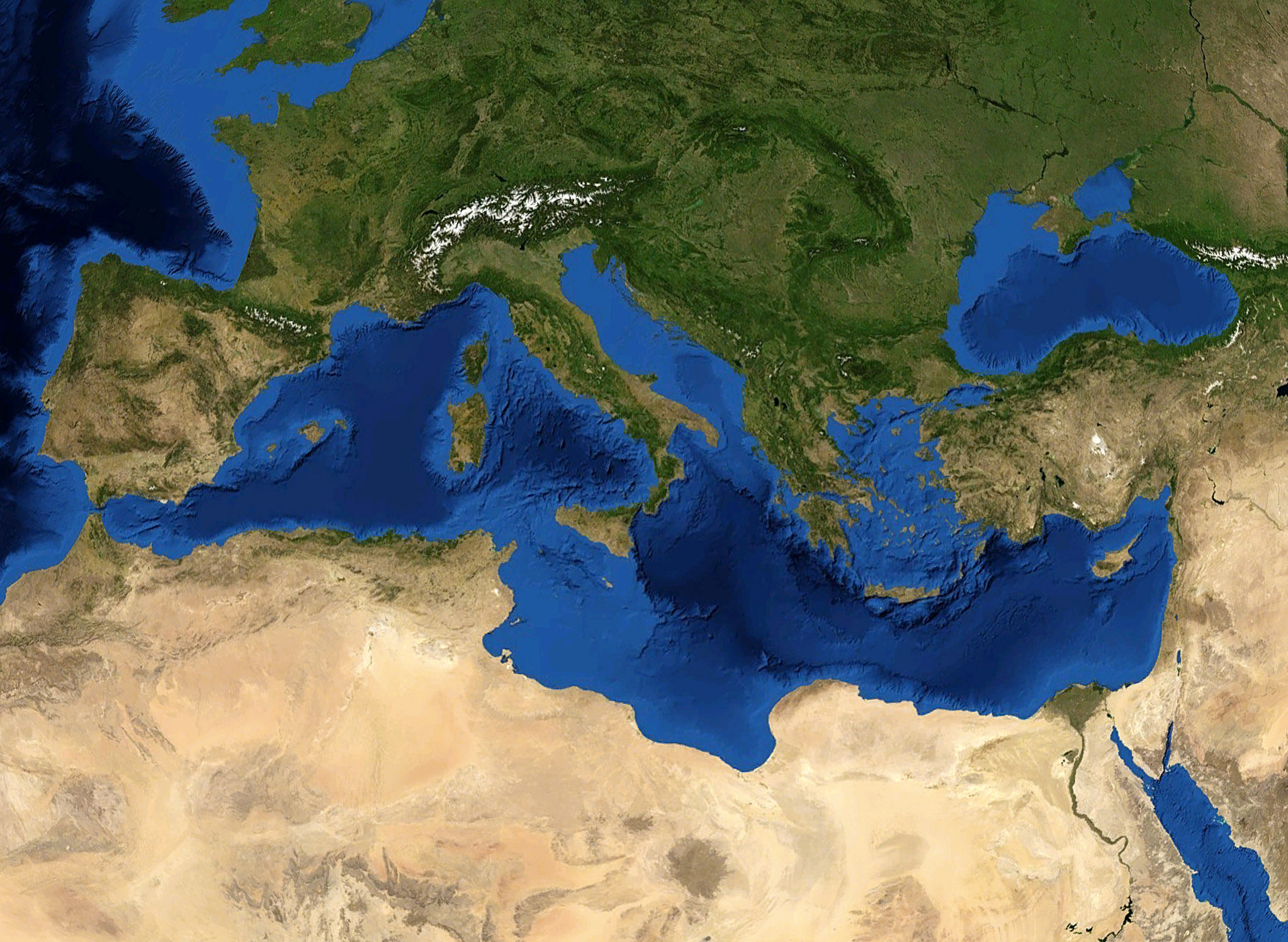
A Földközi-tenger az Atlanti-óceán beltengere

A beltengerek a világóceánhoz csak egy szűk szorossal kapcsolódó, kontinensek által körülvett, vagy mélyen a szárazföld belsejében fekvő, de egyértelműen a világóceánhoz tartozó vízfelületek.

## Elhatárolás
A beltengerek nem azonosak a peremtengerekkel, mivel azokat az óceánoktól csak félszigetek, szigetívek választják el, míg a beltengerek saját medencével rendelkező képződmények. Szintén el kell határolni a beltengereket a szárazföldek által teljesen körülvett szárazföldi vízgyűjtő tavaktól, amilyen például a Kaszpi-tenger vagy az Aral-tó.
Nem számítanak beltengernek a szárazföldek belsejébe nyúló mély öblök (pl. Finn-öböl, Arab-öböl), amelyeket széles átjárók kapcsolnak a világtengerhez.

## Példák
A Földközi-tenger az Atlanti-óceán beltengere, míg a Fekete-tenger a Földközi-tenger beltengere. A Márvány-tenger egyidejűleg beltengere a Földközi-tengernek és a Fekete-tengernek. A Vörös-tenger az Indiai-óceán beltengere. A Szetocsi a Csendes-óceán beltengere.

## Sótartalom
A beltengerek sótartalma némileg eltérhet a világóceán átlagos sótartalmától. A trópusi égövön fekvő beltengerek sótartalma némileg magasabb, a nagy párolgási vízveszteség miatt. A mérsékelt égövön a csapadék, illetve a beömlő folyók édes vize csökkentik a sótartalmat.